# Mariscal en cap
Els graus de Mariscal en cap d'Arma (Rus:Главный Маршал рода войск; transliterat:  Glavni Marshal roda voisk) i Mariscal d'Arma (Rus:Маршал рода войск; transliterat Marshal roda voisk) eren els graus superiors de l'Exèrcit Roig. Van ser establerts el 1943, i eren l'immediatament superior al grau de Coronel General, i equivalents al de General d'Exèrcit, si bé mantenien precedència entre els altres.
Van ser creats com a equivalents a Mariscal de l'Aire i a Mariscal de la RAF. Van ser emprats en cinc branques militars soviètiques: la Força Aèria, Artilleria, Tropes Blindades, Tropes d'Enginyers i Tropes de Senyals.

## Mariscal
| Divises de Mariscal          | Divises de Mariscal          | Divises de Mariscal |
| ---------------------------- | ---------------------------- | ------------------- |
| Mariscal d'Artilleria        | Mariscal d'Artilleria        |                     |
| Mariscal de Tropes Blindades | Mariscal de Tropes Blindades |                     |
| Mariscal d'Aviació           | Mariscal d'Aviació           |                     |

El graus de Mariscal d'Aviació, Artilleria i Tropes Blindades van ser creats el 4 de febrer de 1943. La seva divisa era una gran estrella a la pala, aproximadament de 50 mm d'ample (la mateixa estrella que apareixia al grau de Mariscal de la Unió Soviètica. Quan es creà el grau de Mariscal en cap al mes d'octubre següent, la mida de l'estrella quedà reduïda a 40 mm, amb què s'establí la superioritat de la divisa de Mariscal de la Unió Soviètica. El 27 d'octubre de 1943 també es crearen els graus de Mariscal per a les branques de Tropes d'Enginyers i de Senyals. A l'aplicació de coll, lluïen l'estrella de segon nivell.
A les branques, el grau de Coronel General era succeït pel de Mariscal de la Branca. Mentre que el grau de Mariscal de branca era aparentment equivalent al de General d'Exèrcit (que era l'únic que lluïa quatre estrelles a la pala), els Mariscals de les Branques portaven l'estrella de segon nivell a l'aplicació de coll, divisa que els generals d'exèrcit no podien lluir. Finalment, els Generals d'Exèrcit van equiparar les divises (l'estrella de 40 mm a la pala i l'estrella de segon nivell a l'aplicació de coll) el 1974.
Els graus de Mariscal de branca podien ser promoguts al grau de Mariscal en cap, però no podien ser promoguts al de Mariscal de la Unió Soviètica. Des de 1984, però, el grau de Mariscal va quedar restringit a l'Artilleria i a la Força Aèria; i posteriorment, es deixaria de concedir. El 1993, els reglaments de l'Forces Armades Russes confirmarien la unificació del sistema de graduacions dels generals en totes les branques: els graus de Mariscal d'Artilleria i Mariscal d'Aviació serien substituïts pels de General d'Exèrcit o General d'Aviació, respectivament, amb què s'abolia el grau de Mariscal en cap.

## Mariscal en cap
| Divises de Mariscal                  | Divises de Mariscal                  | Divises de Mariscal |
| ------------------------------------ | ------------------------------------ | ------------------- |
| Mariscal en cap de tropes de senyals | Mariscal en cap de Tropes de Senyals |                     |
| Mariscal en Cap d'Enginyers          | Mariscal en cap d'Enginyers          |                     |

Els graus de Mariscal en cap d'Aviació, Artilleria, Tropes Blindades, Enginyers i Tropes de Senyals van ser creats el 27 d'octubre de 1943. Les tres primeres branques tenien (des del 4 de febrer) el seu grau corresponent de Mariscal, mentre que en les dues darreres es creà simultàniament el grau de Mariscal i el de Mariscal en cap. La seva divisa era la mateixa dels Mariscals, una estrella de 40 mm d'ample, però envoltada per una corona de llorer; amb l'estrella de segon nivell al coll.
Durant els quaranta anys següents, els graus de Mariscal en cap serien concedits principalment als ajudants dels ministres de defensa, comandants de les branques corresponents. Els graus de Mariscal enn cap d'Enginyers i de Tropes de Senyals no es concediren mai a ningú, i van ser abolits el 1984. Després de 1984 no es va promoure ningú més al grau de Mariscal en cap. El Mariscal en cap més jove va ser l'aviador Aleksandr Ievguénievitx Golovànov, que només tenia quaranta anys quan va ser promogut el 1944. Tres dels tretze Mariscals en cap van patir la tragèdia: Aleksandr Nóvikov va ser empresonat durant set anys; Mitrofan Nedelin va morir en l'explosió d'un coet; i Sergei Varentsov va ser acusat de negligència, dimití el càrrec i va ser degradat (el seu subordinat immediat, Oleg Pen'kovski, va ser descobert com a espia).

## Llista de Mariscals en cap
- Mariscals en cap d'Aviació
  - Alexander Alexandrovitx Nóvikov (19-11-1900-3-12-1976) Nomenat el 21-02-1944
  - Aleksandr Evgenievitx Golovànov (7-08-1904/22-09-1975) Nomenat el 19-08-1944
  - Pàvel Fiódorovitx Jígarev (19-01-1900/2-10-1963) Nomenat l'11-3-1955
  - Konstantin Andreevitx Verxinin (3-06-1900/30-12-1973) Nomenat el 8-05-1959
  - Pavel Stepanovitx Kutakhov (16-08-1914/3-12-1984) Nomenat el 03-1972
  - Boris Pavlovitx Bugaev (29-07-1923/13-01-2007) Nomenat el 1977- Serví com a Ministre d'Aviació Civil 1972-1987
  - Alexander Ivanovitx Koldunov (20-09-1923/9-06-1992) Nomenat el 1984. Serví com Comandant de Defensa Aèria de 1978 a 1987
  - Evgeni Ivanovitx Xapoixnikov (3-2-1942/) Nomenat el 09-1991- Entre agost i desembre del 1991 va ser el darrer Ministre de Defensa de l'URSS. El 1991-93 serví com Comandant en Cap de les Forces Armades de la CEI.

- Mariscals en cap d'Artilleria
  - Nikolai Nikolaevitx Vóronov (5-05-1899/28-02-1968) Nomenat el 21-02-1944
  - Mitrofan Ivanovitx Nedelin (9-11-1902/24-10-1960) Nomenat el 8-05-1959
  - Sergei Sergeevitx Varentsov (10-08-1901/1-03-1971) Nomenat el 6-05-1961
  - Vladimir Fedorovitx Tolubko (25-11-1914/17-06-1989) Nomenat el 1983

- Mariscals en cap de Forces Blindades
  - Pavel Alexeevitx Rotmistrov (6-07-1901/16-04-1982) Nomenat el 28-04-1962
  - Amazasp Khatxaturovitx Babadjanian (18-2-1906/1-11-1977) Nomenat el 05-1975

## Llista de Mariscals
- Mariscals d'Aviació
  - Alexander Alexandrovitx Nóvikov - nomenat el 17-3-1943; promogut a Mariscal en cap d'Aviació el 1944
  - Aleksandr Evgenievitx Golovànov - nomenat el 3-8-1943; promogut a Mariscal en cap d'Aviació el 1944
  - Teodor Astakhov - nomenat el 19-8-1944
  - Gregori Vorojeikin - nomenat el 19-8-1944
  - Nikolai Semionovitx Skripko - nomenat el 19-8-1944
  - Fedor Iakovlevitx Falaleev - nomenat el 19-8-1944
  - Sergei Khudiakov - nomenat el 19-8-1944
  - Simeó Lark - nomenat el 25-9-1944
  - Konstantin Andreevitx Verxinin - nomenat el 3-6-1946; promogut a Mariscal en cap d'Aviació el 1959
  - Pàvel Fiódorovitx Jígarev - nomenat el 3-8-1953; promogut a Mariscal en cap d'Aviació el 1955
  - Sergei Ignatievitx Rudenko - nomenat l'11-3-1955
  - Vladimir Sudets - nomenat l'11-3-1955
  - Stepan Akimovitx Krasovskii - nomenat el 8-5-1959
  - Eugene I. Sawicki - nomenat el - 6 maig 1961
  - Felip Agaltsov - nomenat el - 28 abril 1962
  - Evgeni Fedorovitx Loginova - nomenat el - 28 octubre 1967
  - George Fedotovitx Odintsov - nomenat el 22-2-1968
  - Pavel Stepanovitx Kutakhov - nomenat el 1969; promogut a Mariscal en cap d'Aviació el 1972
  - Ivan Borzov - nomenat el 16-12-1972
  - Aleksandr Pokrixkin - nomenat el 16-12-1972
  - Boris Pavlovitx Bugaev - nomenat el 5-11-1973; promogut a Mariscal en cap d'Aviació el 1977
  - George Peredelski - nomenat el 5-11-1973
  - Georgi Zimin - nomenat el 5-11-1973
  - Aleksandr Efimova - nomenat el 29-4-1975
  - Ivan Pstigo - nomenat el 29-4-1975
  - Aleksandr Petrovitx Silantiev - nomenat el 19-2-1976
  - Alexander Ivanovitx Koldunov - nomenat el 28-10-1977; promogut a Mariscal en cap d'Aviació el 1984
  - Iefim Boitxuk - nomenat el 4-11-1980
  - Grigori Skorikov - nomenat el 4-11-1980
  - Nikolai Mijailovitx Bufons - nomenat el 2-11-1981
  - Piotr Kirsanov - nomenat el 16-12-1982
  - Anatoli Konstantinov - nomenat el 30-4-1985
  - Ivan Nikitovitx Kojedub - nomenat el 6-5-1985
  - Aleksandr Volkov - nomenat el - 15 febrer 1989
  - Vladimir Mikhalkin - nomenat el 15-2-1989
  - Evgeni Ivanovitx Xapoixnikov - nomenat el 26-8-1991
- Mariscals d'Artilleria
  - Nikolai Nikolaevitx Vóronov - nomenat el 18-1-1943; promogut a Mariscal en cap d'Artilleria el 1944
  - Nikolai Iakovlev - nomenat el 21-2-1944
  - Mikhaïl Nikolaievitx Txistiakov - nomenat el 25-9-1944
  - Mitrofan Ivanovitx Nedelin - nomenat el 4-8gost 1953; promogut a Mariscal en cap d'Artilleria el 1959
  - Sergei Sergeevitx Varentsov - nomenat l'11-3-1955; promogut a Mariscal en cap d'Artilleria el 1961, degradat a general de divisió el 1963
  - Vasily Ivanovitx Kazakov - nomenat l'11-3-1955
  - Konstantin Petrovitx Kazakov - nomenat el 28-4-1962
  - Iuri Pavlovitx Bajanov - nomenat el 18-6-1965
  - Pavel Kuleixov - nomenat el 28-10-1967
- Mariscals de Tropes Blindades
  - Pavel Alexeevitx Rotmistrov - nomenat el 21-2-1944; promogut a Mariscal en cap de Tropes Blindades el 1962
  - Iakov Nikolaievitx Fedorenko - nomenat el 21-2-1944
  - Ilitx Bogdanov - nomenat l'1-6-1945
  - Paul Rybalko - nomenat l'1-6-1945
  - Mikhaïl Katukov - nomenat el 26-10-1959
  - Pavel Pavlovitx Poluboiarov - nomenat el 28-4-1962
  - Amazasp Khatxaturovitx Babadjanian - nomenat el 28-10-1967; promogut a Mariscal en cap de Tropes Blindades el 1975
  - Oleg Losik - nomenat el 29-4-1975
- Mariscals d'Enginyers
  - Mikhaïl Petrovitx Vorobiev - nomenat el 21-2-1944
  - Alexei Ivanovitx Proxliakov - nomenat el 6-5-1961
  - Victor Kondratievitx Khartxenko - nomenat el 16-12-1972
  - Archil Gelovani - nomenat el 28-10-1977
  - Sergei Khristoforovitx Aganov - nomenat el 7-5-1980
  - Nikolai Fedorovitx Xestopalov - nomenat el 6-5-1981
- Mariscals de Tropes de Senyals
  - Ivan Terentievitx Peresipkin - nomenat el 21 febrer 1944
  - Alexei Ivanovitx Leonov - nomenat el 6-5-1961
  - Andrei Ivanovitx Belov - nomenat el 5-11-1973
  - Nikolai Nikolaevitx Alekseev - nomenat el 25-10-1979